# Presumptes implicats
Presumptes implicats és un telefilm de l'any 2007, escrit i dirigit per Enric Folch, autor també de la pel·lícula Tempus Fugit (2003).
Es tracta d'una comèdia sobre l'amistat, l'enveja i la maduresa, interpretada per Xavi Mira (Jet lag), Jordi Sànchez (Plats bruts), Pau Durà (Ventdelplà), Ivan Massagué (El cor de la ciutat), i Mireia Aixalà (Lo Cartanyà).

## Argument
El Santi és un triomfador: cotxàs, nòvia espectacular i una bona feina que desapareixen en un tres i no res degut a una broma pesada que li fan el Víctor i els seus amics. El Santi ni tan sols s'adona que el Víctor i els seus amics són els culpables de tot plegat, només sap que, de sobte, es queda sense res. El Víctor i els seus companys decideixen refer el que han espatllat. En un mes, han d'aconseguir una nòvia, una feina i un cotxe nou pel Santi, sense que ell se n'adoni.

## Repartiment
- Xavi Mira: Víctor
- Pau Durà: Fèlix
- Jordi Sànchez: Ramon
- Ivan Massagué: Berni
- Javier Coromina: Ricardo
- Mireia Aixalà: Marta
- Leticia Dolera: Estefania
- Carmen Contreras: tieta
- William Miller: Santi